# Hucal (departamento)
Hucal é um departamento da Argentina, localizada na província de La Pampa.